# Руссо, Филипп
Филипп Руссо (фр. Philippe Rousseau, 22 февраля 1816, Париж — 5 декабря 1887, Акиньи) — французский художник, младший брат живописца Теодора Руссо (1812—1867).

## Биография
Учился живописи у Антуана-Жана Гро и Жана-Виктора Бертена в Школе изящных искусств в Париже. В начале творчества увлекался пейзажем, посвятив многие из своих работ природе Оверни и Нормандии. С 1834 года его работы получили допуск на ежегодные Парижские салоны, где он получил медаль третьего класса в 1845 году, медаль второго класса в 1855 году и медаль первого класса в 1848 году. Приблизительно к 1840 году обратился к анималистике, необычным образом объединив её с натюрмортом. Также писал сцены из басен.
В последние годы жизни писал натюрморты с цветами, фруктами и посудой. Живопись его отличается ловким приёмом кисти и блестящим, но несколько резким колоритом, впадающим по большей части в слишком красноватые тона. В собрании Кушелёвской галереи Императорской академии художеств в Санкт-Петербурге до революции имелась одна работа этого художника — «Собаки».
Руссо покровительствовали некоторые богатые филантропы, в том числе барон Ротшильд, мадам Грандин и принцесса Матильда. Стиль Руссо был под сильным влиянием мастеров Голландии и Фландрии XVII века.

## Известные работы
- «Домашняя и полевая мыши» (1845),
- «Незваный гость» (1850),
- «Кошка и старая крыса» (1847),
- «Обезьяна-фотограф» (1866),
- «Внутренность кухни» (1867),
- «Волк и ягнёнок» (1875).

## Галерея

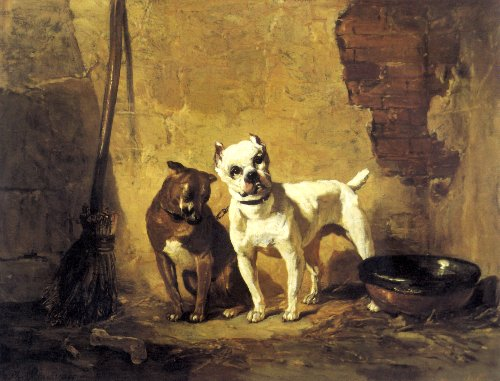
Лучшие друзья: бульдог и бультерьер
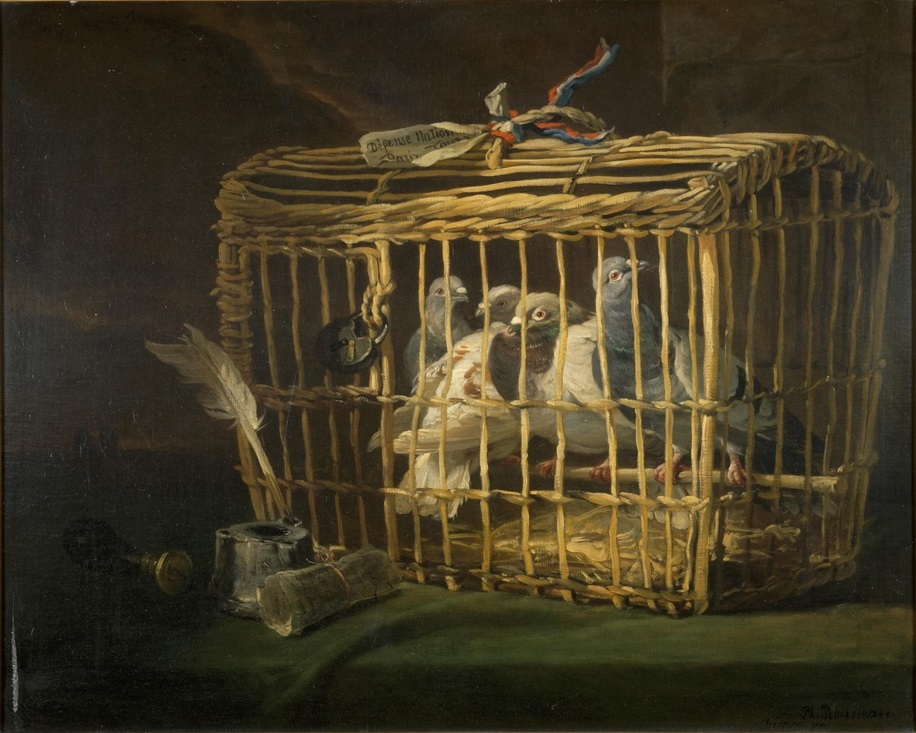
Корзина с почтовыми голубями. 1870, Центральный музей Утрехта
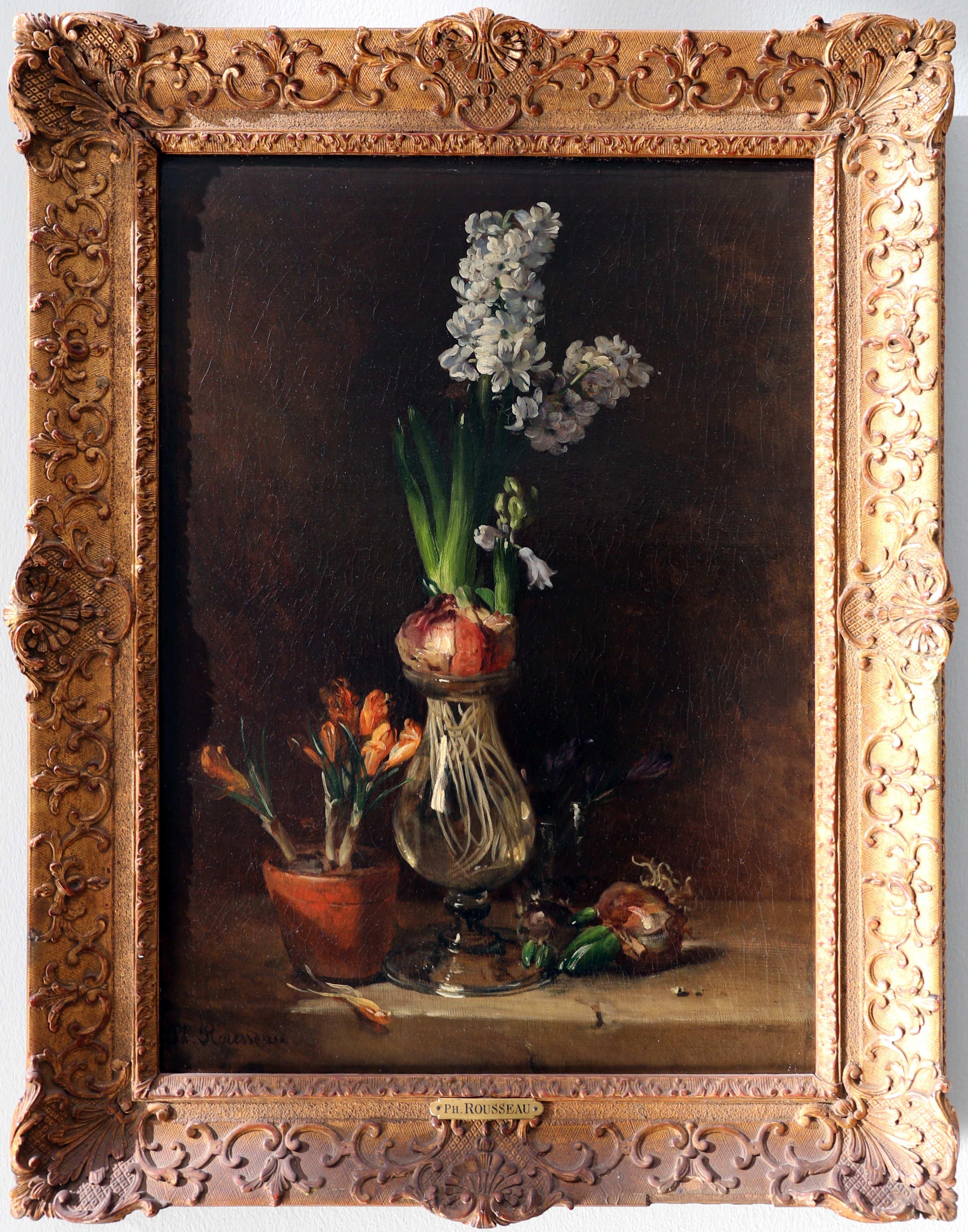
Натюрморт с гиацинтами. 1850, Музей Бойманса — ван Бёнингена, Роттердам